# Francis Lyon Cohen
 (février 2015).
Si vous disposez d'ouvrages ou d'articles de référence ou si vous connaissez des sites web de qualité traitant du thème abordé ici, merci de compléter l'article en donnant les références utiles à sa vérifiabilité et en les liant à la section « Notes et références ».
Francis Lyon Cohen est un rabbin progressiste et expert en musicologie juive anglo-australien des XIXe et XXe siècles (Aldershot, 1862 - Potts Point, 1934)

## Éléments biographiques

### Jeunes années
Francis Lyon Cohen naît à Aldershot, dans le Hampshire où son père Woolf Henry travaille dans le commerce maritime puis la fabrication de tabac.
Il reçoit une éducation juive classique au Jews' College de Londres, où il s’intéresse particulièrement à la liturgie juive. Il suit parallèlement à ses études des cours de musique dans le département artistique de l’University College de la même ville et passe l’examen intermédiaire de musique en 1883.

### Période anglaise
Il commence, alors qu’il n’est pas détenteur d’une nomination rabbinique à en assumer les fonctions auprès des congrégations des South Hackney (1883-1885), Dublin (1885-1886) et de la Borough New Synagogue (1886-1904). En 1886, il épouse également Rose Harst, fille du hazzan (chantre et officiant) Marcus Harst, et est nommé tuteur au Jews' College. En 1892, il devient aumônier militaire auprès des Juifs engagés dans l’armée anglaise. En 1896, il est nommé aumônier officiel de la Jewish Lads' Brigade, un mouvement de jeunesse où il promeut l’ardeur patriotique et militaire des Juifs anglais. Il organise en outre des offices pour soldats à Hanoucca dans sa synagogue et dans d’autres.

### Période australienne
Après sa nomination à la tête de la Grande Synagogue de Sydney, Francis L. Cohen obtient son diplôme rabbinique et émigre en Australie en 1905 avec sa famille.
Il y est pendant la majeure partie de son mandat la seule figure spirituelle sanctionnée par un diplôme rabbinique et assume donc toute autorité sur le tribunal rabbinique de Sydney, bien que certaines de ses opinions et décisions (surtout en matière de rite) s’écartent franchement de la norme orthodoxe.
Fort actif au sein de la communauté juive et membre de la franc-maçonnerie, il s’occupe de l’éducation juive, du développement de nouvelles synagogues, de la Hevra Kaddisha locale et de la culture juive en général. Comme en Angleterre, son patriotisme britannique l’amène à rejoindre l’Australian National Defence League et l’aumônerie de l’armée australienne en 1909. Il est décoré en 1929 de la médaille des Colonial Auxiliary Forces Officers. Il manifeste en revanche un dédain affiché pour le sionisme et pour ce qui n’est pas britannique, y compris les émigrants juifs d’Europe de l’Est arrivés en Australie.
Francis Lyon Cohen décède d’un cancer à l’hôpital de Potts Point et est inhumé au cimetière de Rookwood.

## Œuvre
Francis L. Cohen est l’auteur de The Handbook of Synagogue Music (1889) et a corédigé avec D. M. Davis The Voice of Prayer and Praise (1899). Il a aussi écrit nombre d’articles sur la musique juive parmi lesquels :
- Synagogue Music; Its History and Character, dans The Jewish Chronicle (1883)
- Synagogue Plain-Song, dans The Organist and Choirmaster (1897)
- La Revue de Chant Grégorien (Marseille, 1899)
- Song in the Synagogue, dans The Musical Times (Londres, 1899)
- Cantillation, dans Jewish Encyclopedia (New York, 1901–1906)[1].

Il a aussi publié la Jubilee History of the Great Synagogue, Sydney (1928) et nombre de ses sermons ont été publiés dans le Hebrew Standard of Australasia.